# Mios
Mios is een gemeente in het Franse departement Gironde (regio Nouvelle-Aquitaine). De plaats maakt deel uit van het arrondissement Arcachon. Mios telde op 1 januari 2022 11.756 inwoners.

## Geografie
De oppervlakte van Mios bedroeg op 1 januari 2022 137,41 vierkante kilometer; de bevolkingsdichtheid was toen 85,6 inwoners per km².

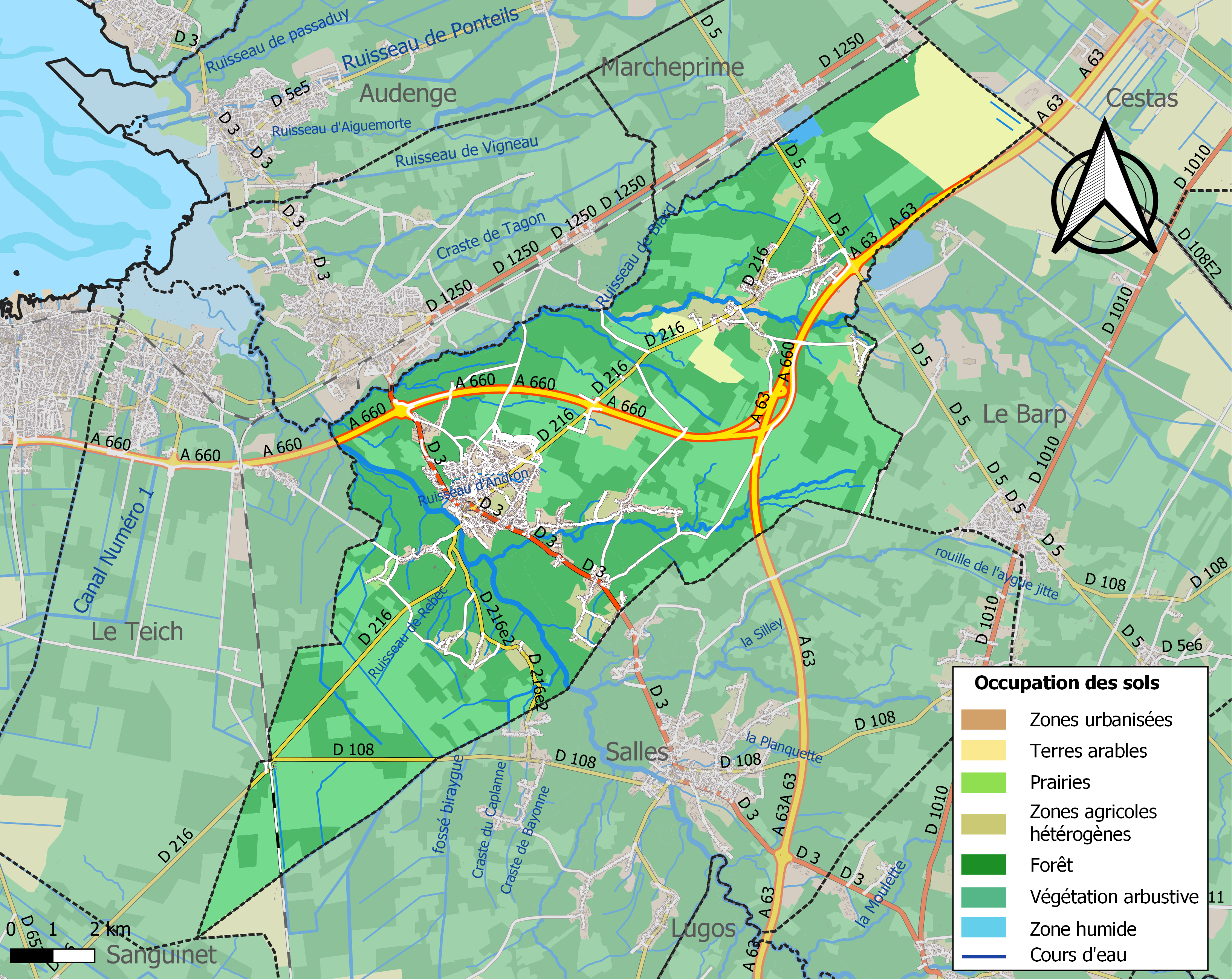
Kaart van de gemeente met belangrijkste infrastructuur, bodemgebruik en omliggende gemeenten

## Demografie
Onderstaande figuur toont het verloop van het inwonertal (bron: INSEE-tellingen).